# Quintela (Freguesia)
Quintela ist eine Gemeinde (Freguesia) im portugiesischen Kreis Sernancelhe. In ihr leben 249 Einwohner (Stand 19. April 2021).